# Friedrich-Schiller-Gymnasium Weimar
Das Friedrich-Schiller-Gymnasium ist ein Gymnasium in Weimar. Benannt wurde es nach Friedrich Schiller.

## Geschichte

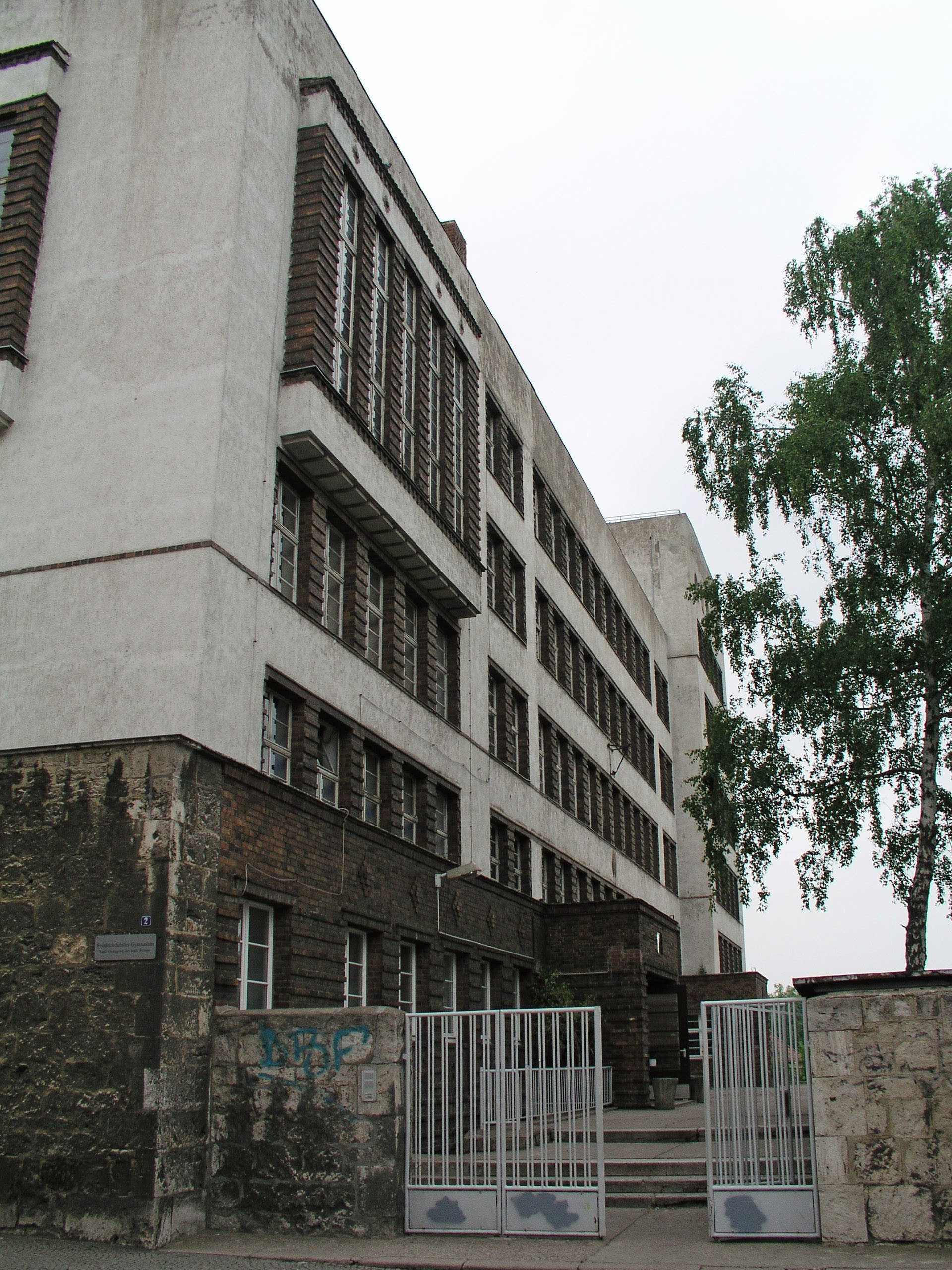
Das Gebäude des FSG von der Südseite (2006)

Ursprünglich als Mädchenschule geplant, wurde das 1927 bis 1936 über zwei Bauphasen errichtete Gebäude ab dem 8. Januar 1931 als höhere Schule, ab 1936 als Oberrealgymnasium genutzt. Ab dem 1. September 1939 diente es als Lazarett. Bereits ab Oktober 1945 nahm das Gebäude den Betrieb als Schule wieder auf. Der Entwurf hierfür wurde von dem Stadtbaurat August Lehrmann erarbeitet. Zumindest gilt das für den 1927/28 realisierten Bauabschnitt.
1960 wurde die Schule eine Erweiterte Oberschule (EOS) im Bildungssystem der DDR. Nach der Deutschen Wiedervereinigung 1990 wurde die mathematisch-naturwissenschaftliche Ausrichtung des ehemaligen Oberrealgymnasiums wieder aufgenommen, ein Jahr später im Dezember 1991 erhielt die Schule den Namen Staatliches Gymnasium Friedrich Schiller.

## Schulprofil

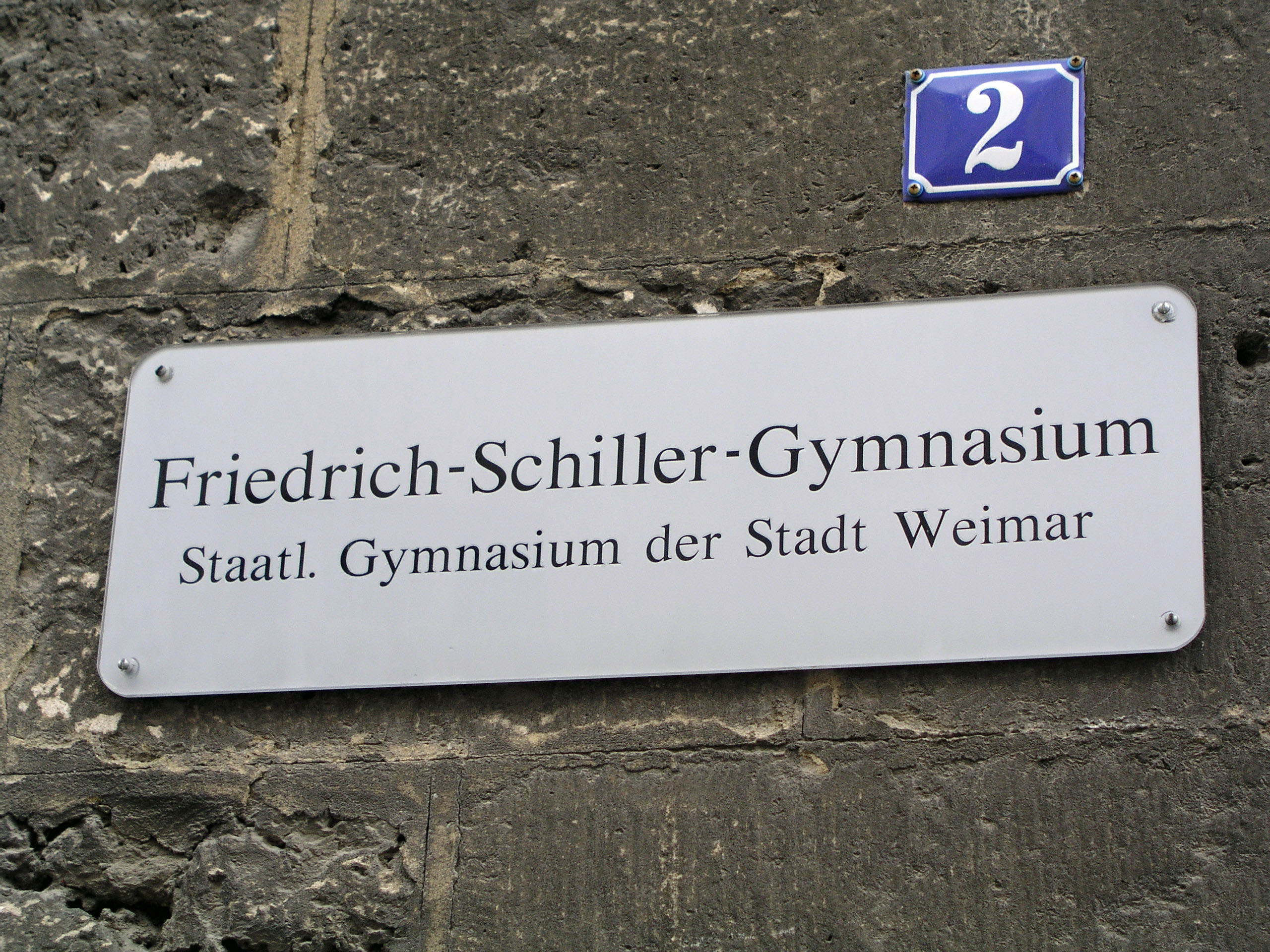
Das Schild am Gebäude des FSG

Die Schule ist ein mathematisch-naturwissenschaftlich orientiertes Gymnasium. Dies schlägt sich nieder in einem Mehrangebot an Unterrichtsstunden in Mathematik, Physik, Biologie, Chemie und Informatik in höheren Klassenstufen sowie einer zusätzlichen Stunde Astronomie in der zehnten Jahrgangsstufe.
Zusätzlich werden Arbeitsgemeinschaften in diesen Fächern angeboten. Im Bereich der Astronomie steht der Schule unter anderem eine eigene Sternwarte auf dem Dach des Gebäudes zur Verfügung. Nach Renovierungsarbeit steht der Schule ebenfalls ein hauseigenes Planetarium zur Verfügung, welches die Schüler ab der neunten Klassenstufe besichtigen dürfen.

## Bekannte Absolventen
- Rosemarie Deibel (1936–2012), Schauspielerin am Deutschen Nationaltheater Weimar[5]
- Wilhelm Flitner (1889–1990), Erziehungswissenschaftler[5]
- Alexander Kobylinski (1964–2017), Journalist und Oppositioneller[6]
- Günter Kröber (1933–2012), Wissenschaftstheoretiker, Mitglied der Akademie der Wissenschaften der DDR[5]
- Herbert Kroemer (1928–2024), Nobelpreisträger für Physik[5]
- Georg Machnik (* 1935), Hepato-Gastroenterologe, Rektor der Friedrich-Schiller-Universität Jena von 1993 bis 2000[5]
- Klaus Meyer, Atomwissenschaftler[5]
- Wolfgang Müller-Lauter (1924–2001), Nietzscheforscher[5]
- Hilde Purwin (1919–2010), Journalistin[7]
- Wolfgang Richter (1942–2019), Physiker und Nationalpreisträger der DDR[5]
- Reiner Schöne (* 1942), Sänger und Schauspieler[5]
- Gudrun Volkmar (1942–1991), Schauspielerin am Deutschen Nationaltheater Weimar[5]
- Wolfgang Vulpius (1897–1978), Literaturwissenschaftler[5]